# آلپرا

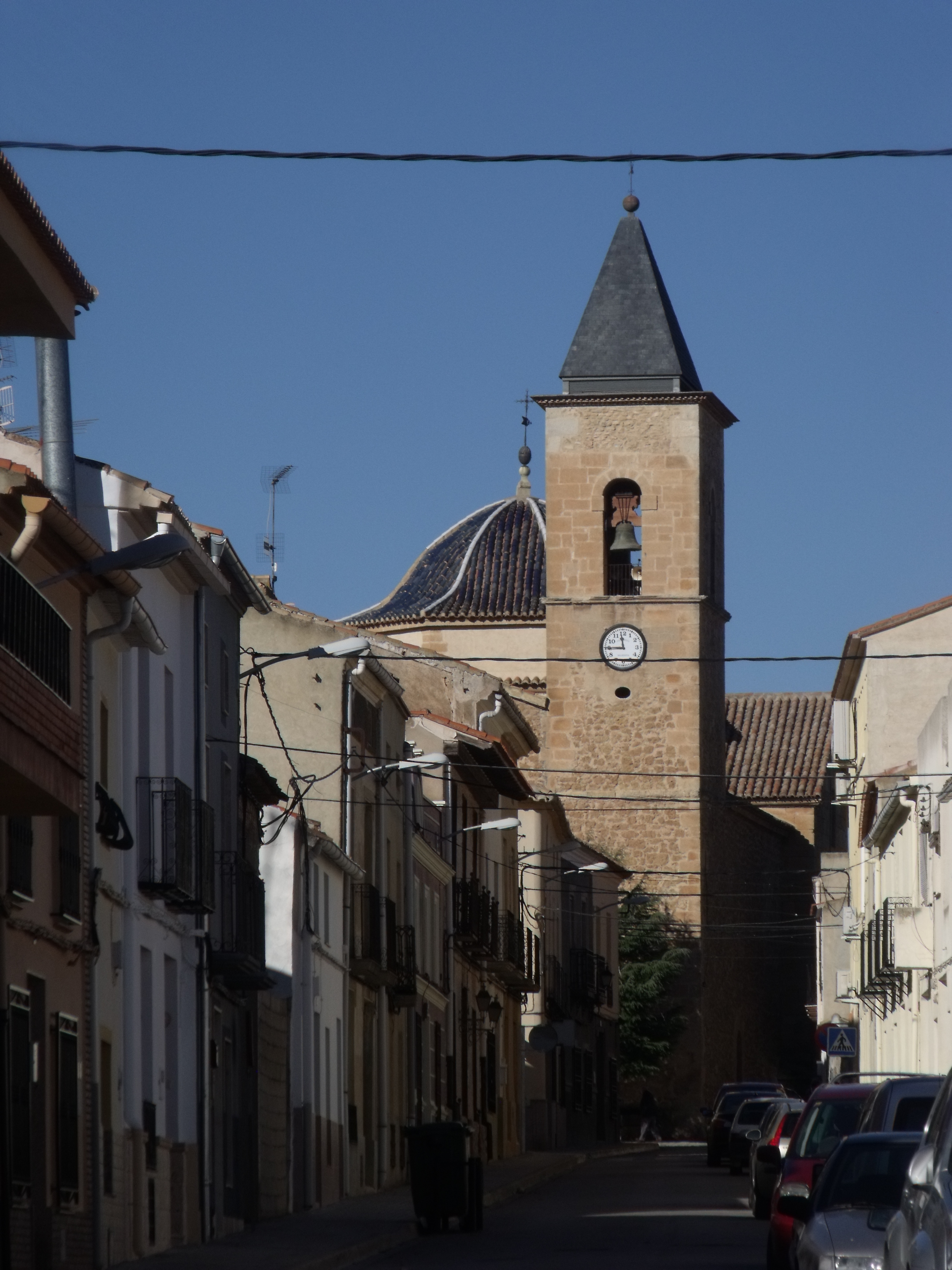
نمایی از کلیسای سانتاماریا در دهستان آلپرا، استان آلباستهٔ اسپانیا - ۲۰۱۴

آلپرا دهستانی در استان آلباستهٔ اسپانیا است.
در این دهستان ۲۳۸۹ نفر زندگی می‌کنند. مساحت این دهستان ۱۷۸٫۹۳ کیلومتر مربع است.